# Nonsuch Bay
Nonsuch Bay är en vik i Antigua och Barbuda.   Den ligger i parishen Parish of Saint Philip, i den östra delen av landet, 17 kilometer öster om huvudstaden Saint John's. Nonsuch Bay ligger på ön Antigua.